# Kynitzsch
Kynitzsch (hornolužickosrbsky Kinič) je vesnice, místní část velkého okresního města Bischofswerda v německé spolkové zemi Sasko. Nachází se v zemském okrese Budyšín v Horní Lužici a má 39 obyvatel.

## Historie
První písemná zmínka pochází z roku 1402, kdy je zmíněn jistý Gerhard s přídomkem von Kyntsch/Kynsch/Kincz. V této době byla ves rytířským sídlem. Roku 1935 byla do té doby samostatná obec připojena k obci Schönbrunn a od roku 1994 je součástí města Bischofswerda.

## Geografie
Kynitzsch je malá vesnice ležící severovýchodně od jádra Bischofswerdy. Zástavba se nachází převážně mezi státní silnicí 111 a železniční tratí Görlitz–Drážďany, vlastní železniční zastávku však ves nemá.